# Spathius voltur
Spathius voltur är en stekelart som beskrevs av Nixon 1943. Spathius voltur ingår i släktet Spathius och familjen bracksteklar. Inga underarter finns listade i Catalogue of Life.